# جنگل‌های سخت‌چوب مرکزی ایالات متحده آمریکا
جنگل‌های سخت‌چوب مرکزی آمریکا (به انگلیسی: Central U.S. hardwood forests) یک منطقهٔ مسکونی و جنگل در ایالات متحده آمریکا است که در میزوری واقع شده‌است.